# Portal: Revolution
Portal: Revolution — неофициальная пользовательская модификация для компьютерной игры Portal 2 в жанре головоломки-платформера от первого лица 2024 года, разработанная и изданная компанией Second Face Software для Windows и Linux. События игры разворачиваются между Portal и Portal 2. Игрок управляет анонимной испытуемой, которая стремится восстановить комплекс Aperture Science в его первоначальном виде. Для решения головоломок игрок использует портальную пушку. Кроме привычных механик из игр серии Portal, мод добавляет новые элементы: очищающие гелевые души, квантовые кубы, лазерные лучи и прозрачные пневматические вентиляционные вакуумные насосы.
Разработка модификации началась в 2016 году. Благодаря улучшенной версии игрового движка Source мод содержит функции, которые, по словам разработчиков, были недоступны в Portal 2. 6 января 2024 года модификация была выпущена в Steam. Геймплей, графика и озвучивание получили высокие оценки от критиков, в то время как сценарий получил смешанные отзывы.

## Игровой процесс

Скриншот игры, на котором запечатлены два квантовых куба, с помощью которых можно перемещать лазеры и открывать с их помощью двери

Как и другие игры серии, Portal: Revolution — это головоломка-платформер от первого лица, в которой игроку предстоит решать головоломки в «тестовых комнатах». Для решения задач игроку предоставляется портальная пушка, которая открывает два связанных между собой пространственных портала, через которые может проходить игрок. С её помощью также можно перемещать различные предметы, например, кубы или турели. Кроме того, в игре присутствуют отталкивающие и проталкивающие гели, которые были впервые представлены в Portal 2. Отталкивающий гель, окрашенный в синий цвет, увеличивает прыжок игрока и создаёт платформы для прыжков, а проталкивающий оранжевого цвета увеличивает скорость передвижения. В Portal: Revolution также представлены другие механики серии Portal, например, преобразующий гель, который позволяет открыть портал на тех поверхностях, на которых их размещать обычно не удаётся.
В модификации присутствуют новые механизмы, например, квантовые кубы, которые позволяют передвигать лазерные лучи, или гелевые души, смывающие гель с предметов, которые держит игрок. В игре также имеются прозрачные пневматические вентиляционные вакуумные насосы, с помощью которых игрок может перемещать не только предметы, но и самого себя. Сами насосы были удалены из оригинальной версии Portal 2 во время её разработки. Некоторые испытательные комнаты оснащены переключателями, которые могут отключать питание, что позволяет игроку проходить через лазерные стены.
В Portal: Revolution представлен только однопользовательский режим игры. Всего в игре восемь глав и сорок тестовых камер, сложность которых постепенно возрастает. Прохождение игры занимает около 8 часов. Большинство головоломок в первой половине игры позволяют использовать только один портал, при этом другой зафиксирован в определённом положении. По мере прохождения комнат игрок открывает возможность управлять и вторым порталом.

## Сюжет
События Portal: Revolution разворачиваются после игры Portal и до Portal 2. Главная героиня просыпается от таинственного голоса. Она становится кандидатом на должность в «человеческой команде реагирования Aperture Science» и, чтобы вступить в команду, успешно проходит различные испытания. После испытаний оказывается, что голос принадлежит модулю персональности по имени Стерлинг. Он объясняет ей, что выдумал команду реагирования, а сам комплекс Aperture Science был заброшен после уничтожения GLaDOS, а восстановить его может только она. Стерлинг направляет героиню к Шпилю, который может телепортировать предметы без использования портальной пушки. Он также обещает освободить девушку, если та поможет ему. После успешной телепортации куба-компаньона Стерлинг пытается телепортировать героиню, но устройство выходит из-под контроля, и та оказывается на нижних уровнях комплекса, при этом её портальная пушка ломается.
Блуждая по заброшенным и заросшим лабораториям нижних уровней, героиня находит другой модуль персональности. Им оказывается Эмилия Конли, нейрохирург Aperture, разум которой был скопирован в рамках экспериментов по картированию головного мозга. Она также заявляет, что именно Эмилия, будучи человеком, создала GLaDOS по указанию Кейва Джонсона, основателя Aperture Science. Вместе с Эмилией девушка проходит другие испытательные камеры и добирается до основания Шпиля, находя по пути другую портальную пушку. В одной из комнат Стерлинг связывается с игроком и вступает в спор с Эмилией. Она предупреждает игрока, что именно GLaDOS уничтожила всех людей в комплексе, включая оригинальную Эмилию, а её восстановление может грозить катастрофой. Стерлинг намеревается воссоздать GLaDOS несмотря ни на что и пытается убить испытуемую за то, что она предала его, однако героине удаётся сбежать с помощью Эмилии. Герои возвращаются в комнату управления Шпилем и сражаются со Стерлингом. В это же время Эмилия напоминает, что раньше Стерлинг был обычным вакуумным пылесосом, которого также ранее создала Эмилия. Героине удаётся отключить Шпиль и сорвать планы Стерлинга, однако устройство взрывается.
В сцене после титров выясняется, что Шпиль телепортировал раненую испытуемую и Эмилию на Луну. Конли прощается с девушкой и помещает её в стазисную камеру для исцеления, расположенную на лунной базе Aperture Science.

## Разработка
Portal: Revolution была разработана и издана компанией Second Face Software. Разработчик дополнения, Стефон Хайнц, ранее создавал уровни с помощью Portal 2 Authoring Tools. Он начал разрабатывать игру в 2016 году, вдохновившись другими дополнениями и модификациями, такими как Portal Stories: Mel. Со временем команда Хайнца увеличилась, и в неё вошли актёры озвучивания, программисты, продюсеры и другие. Джаред Пулоу написал саундтрек к игре. В модификации также присутствует индивидуальная озвучка персонажей.
Игра прошла через несколько итераций, последняя из которых прошла в 2019 году. Со временем большая часть контента была вырезана или переработана, при этом некоторые игровые ассеты были улучшены. В игре используется Strata Source, модифицированная версия движка Source, одобренная Valve, которая, по словам разработчиков, включает в себя функции, недоступные в Portal 2.

## Выпуск
Изначально игру планировали выпустить в 2022 году, однако разработка заняла больше времени, чем ожидалось, поэтому премьеру перенесли на 2023 год. В конечном итоге дату релиза назначили на 5 января 2024 года, но Valve её не утвердила. Хайнц тогда заявил о готовности игры, но ответа от компании так и не получил. 6 января она была опубликована бесплатно в Steam для Windows и Linux. Как и в случае с другими дополнениями, для скачивания Portal: Revolution у пользователя в библиотеке должна быть Portal 2. Перед выходом Хайнц добавил, что его команда намерена добавить новый контент после официального релиза. Саундтрек к игре, вместе с платным загружаемым контентом (DLC), был отдельно выпущен 1 апреля 2024 года. В годовщину выхода игры в неё были добавлены комментарии разработчиков.

## Восприятие
На момент выпуска в Steam Portal: Revolution получила в целом положительные отзывы от пользователей платформы. Морган Парк из PC Gamer заявил, что игра обладает высоким качеством и завершённостью, что, по мнению критика, свидетельствует о том, что Valve оставила множество возможностей для дальнейшего развития серии Portal. Форд Джеймс из PCGamesN добавил следующее: «Игра настолько усовершенствована, что её можно считать полноценным дополнением от самой Valve».
Критики высоко оценили геймплей и дизайн головоломок. Критик из TechRadar, Эли Гулд, отметила, что головоломки по сложности не уступают Portal 2. Форд добавил, что ограничение на стрельбу порталами в первой половине игры пользовалось большим успехом. Морган Парк же заявил, что ограничение использования порталов сделало головоломки более доступными. Феликс Шютц из немецкого журнала PC Games подчеркнул, что игра намного проще, чем Portal Stories: Mel, и похвалил новые механики, которые, по его мнению, сделали игру свежей и интересной. Дэвид Риглер из FM4 отметил, что наличие новых механик (геля и пневматических труб) делает головоломки сложными, но не неразрешимыми. Он также заявил, что именно головоломки с порталами сделали серию Portal «абсолютной игровой классикой».
Сценарий модификации получил неоднозначные отзывы от критиков. Эли Гулд заявила, что история хорошо вписывается в официальную серию игр Portal. Шютц похвалил озвучивание персонажей и назвал сценарий «абсолютно успешным», но отметил, что он в итоге не достиг качества Portal 2. Парк раскритиковал действия Стерлинга в первых главах, что в целом не умалило общего качества модификации. Форд Джеймс согласился с Парком и назвал Стерлинга самым слабым аспектом Revolution, но при этом похвалил модуль Конли. Графика игры также получила высокие оценки от рецензентов. Парк похвалил визуальное оформление и заключил следующее: «Я не знал, что Portal 2 может выглядеть так красиво». Шютц, в свою очередь, добавил, что качество окружения помогло игре вписаться во вселенную Portal, и высоко оценил атмосферное разнообразие. Илья Цуканов в своей статье для VK Play присвоил игре 6 баллов из 10 и раскритиковал сюжет, дизайн локаций и головоломки, но при этом назвал Revolution «одним из лучших модов» для вселенной Portal.
Portal: Revolution стал «лучшим модом для одиночной игры» 2024 года по версии редакции портала Mod DB. Также игра заняла второе место в пользовательском голосовании портала, уступив S.T.A.L.K.E.R. Anomaly для «S.T.A.L.K.E.R.: Зов Припяти».